# Cogad Gáedel re Gallaib
Cogad Gáedel re Gallaib (it. "La guerra degli Irlandesi contro i Forestieri") è un'opera letteraria in prosa in lingua irlandese che celebra la guerra dei popoli d'Irlanda, guidati dal Re Brian Boru, contro i vichinghi Uí Ímair, dalla Battaglia di Sulcoit (967) alla Battaglia di Clontarf (1014). Scritta al principio del XII secolo (stimatamente tra il 1103 ed il 1111 in ragione dei riferimenti a Muircheartach Ua Briain, bis-nipote di Boru)), circa cent'anni dopo gli eventi narrati, l'opera trae la maggior parte del materiale dagli Annali dell'Ulster e celebra Re Brian paragonandolo ad Augusto ed Alessandro Magno. 
Il manoscritto è stato ritrovato in tre originali: il "Libro di Leinster" (ca. 1160), il "Manoscritto di Dublino" (XIV secolo) e il "Manoscritto di Bruxelles" (1635).

## Edizioni e traduzioni
- Todd JH [a cura di] (1867), Cogadh Gaedhel Re Gallaibh : The War of the Gaedhil with The Gaill, Londra, Longmans.